# محمد عبد الرحمن عامر
محمد عبد الرحمن عامر لاعب كرة يد مصري ، ويلعب حاليًا للنادي الأهلي ومنتخب مصر.

## روابط خارجية
- محمد عبد الرحمن عامر على موقع أوليمبيديا (الإنجليزية)